# Slotveiling
Slotveiling is een Nederlandse beursterm. 
Om de slotkoersen van aandelen op de beurs niet af te laten hangen van orders die toevallig de laatste zijn, is er voor het sluiten van de beurs (slot) een korte handelsonderbreking van 5 minuten. Gedurende deze tijd worden de orders verzameld waarna er een slotveiling plaatsvindt die een breed gedragen slotkoers oplevert. Op de Amsterdamse beurs kennen we naast de slotveiling ook de veiling in lokale fondsen en de openingsveiling.
Vanwege de slotveiling is het ook mogelijk dat er een eindkoers ontstaat die niet op hele centen is afgerond.